# Peter Forster
Peter Robert Forster, född 16 mars 1950 i Solihull, England, var en brittisk anglikansk präst och biskop i Chester sedan 1996-2021. Forster utbildades på Merton College i Oxford och på Edinburghs universitet. 2021 blev han katolik.